# Вікові дуби (Павлоградський район)

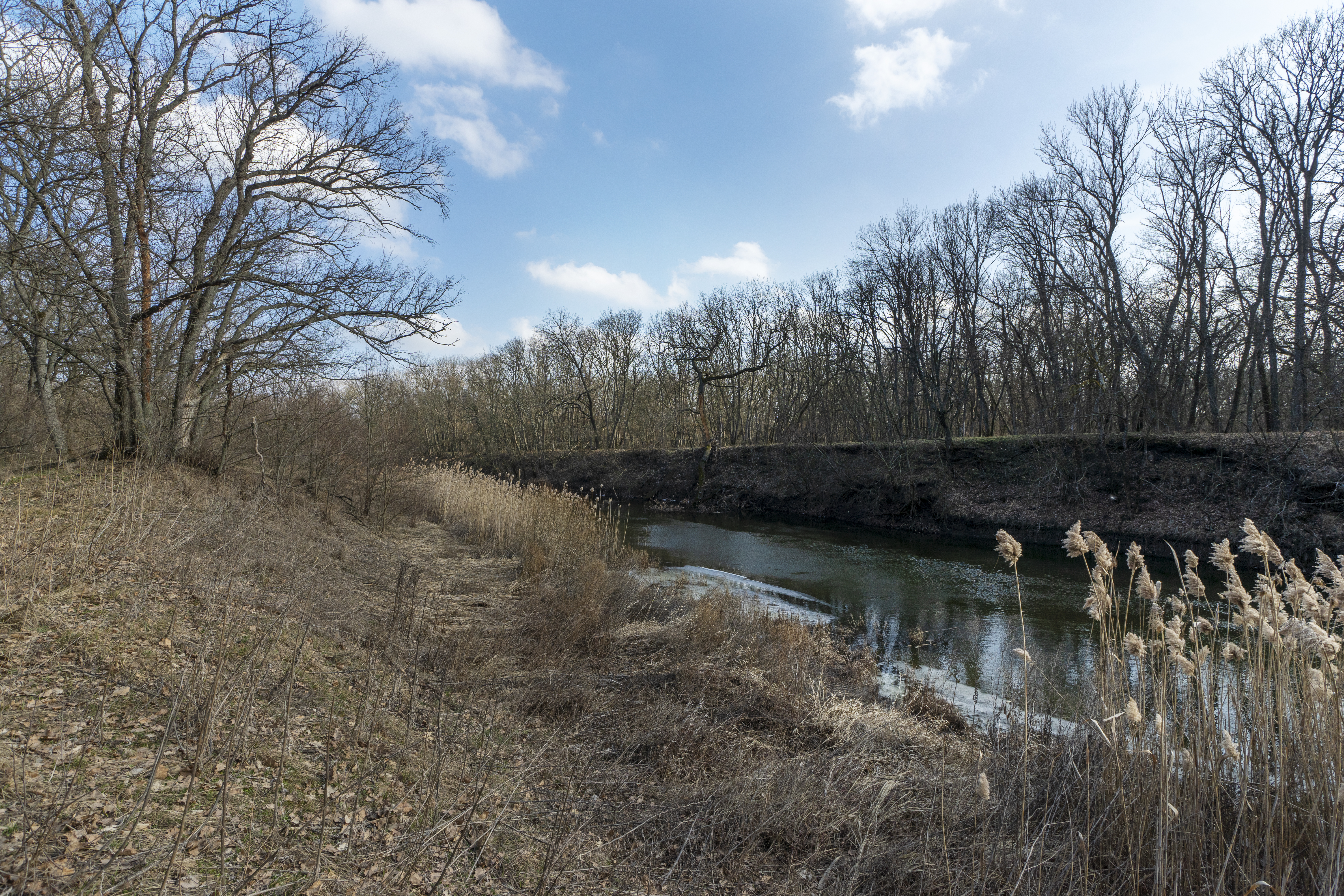
Вікові дуби. Кочерізьке лісництво.

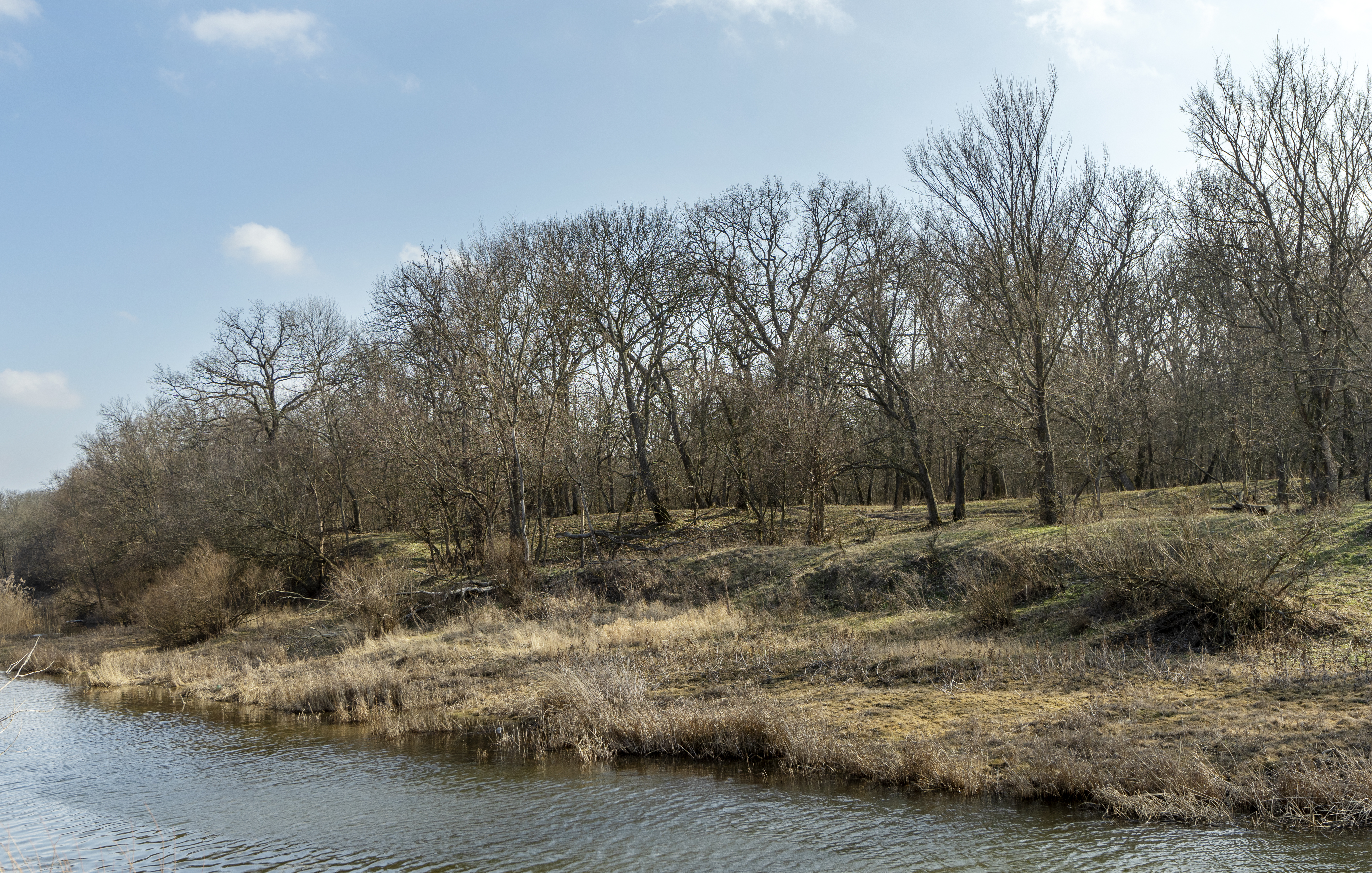
Вікові дуби. Кочерізьке лісництво.

Вікові́ дуби́ — ботанічна пам'ятка природи місцевого значення в Україні. Об'єкт природно-заповідного фонду Дніпропетровської області. 
Розташована в Павлоградському районі Дніпропетровської області, на південь від західної частини села Кочережки. 
Площа 15 га. Статус надано згідно з рішенням облвиконкому від 22.06.1972 року № 391. Перебуває у віданні Новомосковського держлісгоспу. 
Статус надано для збереження кількох екземплярів 200-300-річних дубів, що зростають у Самарському лісі, у кварталі 3 Кочережського лісництва. 